# Don Haldane
Pour les articles homonymes, voir Haldane.
Don Haldane est un réalisateur, scénariste et acteur canadien, né le 3 décembre 1914 à Edmonton (Canada) et mort le 21 septembre 2008 à Toronto.

## Filmographie

### comme réalisateur
- 1955 : Alcoholism
- 1955 : Coal at the Crossroads
- 1955 : Child Guidance Clinic
- 1955 : Backstage at Parliament
- 1956 : L'Ambassadeur reçoit
- 1956 : Win, Place or Show
- 1956 : Canadians Abroad
- 1956 : Ship in Harbour
- 1956 : Les Croque-morts en folie
- 1956 : Saskatchewan Traveller
- 1956 : Fighter Wing
- 1956 : Case of Conscience
- 1956 : Curtain at Noon
- 1956 : Embassy
- 1956 : Elder Citizen
- 1956 : Railroad Town
- 1956 : Is It a Woman's World?
- 1957 : Joe and Roxy
- 1957 : Crossroads
- 1957 : The Ghost That Talked
- 1957 : The Whole World Over
- 1957 : Howard
- 1957 : Who Is Sylvia?
- 1957 : Fires of Envy
- 1958 : Mystery in the Kitchen
- 1959 : The Gifted Ones
- 1959 : U.N. in the Classroom
- 1959 : Eternal Children
- 1959 : R.C.M.P. (série TV)
- 1961 : Nomades du Nord (Nikki, Wild Dog of the North)
- 1962 : Jake and the Kid: Political Dynamite
- 1963 : Drylanders
- 1963 : The Forest Rangers (série TV)
- 1971 : Reincarnation (The Reincarnate)
- 1974 : Drylanders Episode 3
- 1974 : Drylanders Episode 2
- 1974 : Drylanders Episode 1
- 1974 : Drylanders Episode 4
- 1977 : Someday Soon (TV)

### comme scénariste
- 1955 : Child Guidance Clinic
- 1955 : Alcoholism

### comme acteur
- 1961 :  Nomades du Nord (Nikki, Wild Dog of the North)